# Matsitama
Matsitama è un villaggio del Botswana situato nel distretto Centrale, sottodistretto di Tutume. Il villaggio, secondo il censimento del 2011, conta 1.309 abitanti.

## Località
Nel territorio del villaggio sono presenti le seguenti 28 località:
- Baswabile di 8 abitanti,
- Bolelakgomo,
- Bonwakgama,
- Bonwatshephe,
- Daogina di 19 abitanti,
- Dibe di 16 abitanti,
- Jamane di 49 abitanti,
- Kgalaphuduhudu di 13 abitanti,
- Mapane,
- Matakana di 77 abitanti,
- Matsitama Lands di 27 abitanti,
- Matsitama Mine di 1 abitante,
- Mmalegong di 15 abitanti,
- Mmapatse di 177 abitanti,
- Naka-la-Kgongwana di 30 abitanti,
- Nyonyobe,
- Palamaokuwe di 11 abitanti,
- Peter Marago di 5 abitanti,
- Pijane di 66 abitanti,
- Potokwa di 40 abitanti,
- Samsongwe di 37 abitanti,
- Seetswane,
- Separamdala di 69 abitanti,
- Shalakwe di 30 abitanti,
- Tsarotsaro di 52 abitanti,
- Tshobambaa di 17 abitanti,
- Xagatshaa di 28 abitanti,
- Zezepa di 99 abitanti